# We’re Here Because We’re Here
We’re Here Because We’re Here ist das achte Studioalbum der britischen Band Anathema. Es wurde am 31. Mai 2010 bei Kscope veröffentlicht. Es ist das erste Studioalbum nach sechsjähriger Pause, das Akustikalbum Hindsight von 2008 nicht mitgezählt.

## Entstehung und Stil
We’re Here Because We’re Here wurde von Vincent und Danny Cavanagh selbst produziert und von Steven Wilson von Porcupine Tree abgemischt. Es ist komplett in Dolby 5.1 aufgenommen, diese Version ist als zusätzliche DVD der Special Edition erhältlich. Haupt-Leadinstrument ist mittlerweile das Klavier, nicht mehr wie auf früheren Alben die Gitarre. Bei Angels Walk Among Us sang Ville Valo von HIM mit.
Das Albumcover und einige Songtexte können als positive Antwort auf das eher düster gehaltene Vorgängeralbum A Natural Disaster verstanden werden.

## Rezeption
Das Album erreichte in Deutschland Platz 50 der Charts, in Griechenland kam es bis auf Platz sechs. Alexey Eremenko von Allmusic vergab vier von fünf Sternen. Er schrieb, die Band habe sich nach der langen Pause offenbar in die „richtige“ Richtung entwickelt. Das Album sei wegen der „glatten“ Produktion nicht perfekt, aber die „reifste und komplexeste“ Anathema-Veröffentlichung bis dato.

## Titelliste
1. Thin Air – 5:59 (Vincent Cavanagh, D. Cavanagh, John Douglas)
2. Summernight Horizon – 4:12
3. Dreaming Light – 5:47
4. Everything – 5:05
5. Angels Walk Among Us (featuring Ville Valo) – 5:17
6. Presence – 2:58
7. A Simple Mistake – 8:14
8. Get Off, Get Out – 5:01 (J. Douglas)
9. Universal – 7:19 (J. Douglas)
10. Hindsight – 8:10

Sofern nicht anders angegeben, wurden die Stücke von Danny Cavanagh geschrieben.